# Frank Distelbarth
Frank Distelbarth (* 30. August 1928 in Löwenstein; † 4. Oktober 2012 in Heilbronn) war ein deutscher Verleger. Von 1954 bis 1998 war er Geschäftsführer der Tageszeitung Heilbronner Stimme.

## Leben
Frank Distelbarth wuchs in dem von seinem Vater Paul H. Distelbarth 1921 erbauten Anwesen der Familie in Löwenstein-Rittelhof auf. 1941 bis 1943 besuchte er die Aufbauschule Künzelsau, 1943 bis 1946 machte er eine Landwirtschaftslehre auf dem Breitenauer Hof.
Paul H. Distelbarth hatte im März 1946 die Tageszeitung Heilbronner Stimme mitbegründet. Ursprünglich war Frank Distelbarths älterer Bruder Hagen als Nachfolger des Vaters an der Unternehmensspitze vorgesehen. Als die Familie die Nachricht erhielt, dass Hagen Distelbarth im Zweiten Weltkrieg gefallen war, übernahm Frank Distelbarth diese Rolle.
Er besuchte ab 1946 die Vereinigten Oberschulen in Heilbronn im Gebäude der Robert-Mayer-Oberschule, 1949 folgte das Abitur. Danach absolvierte er mehrjährige journalistische Praktika und Volontariate bei der Heilbronner Stimme, bei den Nürnberger Nachrichten, bei Le Monde und Le Figaro.
1954 trat er in die Geschäftsleitung der Heilbronner Stimme ein und war ab 1955 neben Hermann Schwerdtfeger Geschäftsführer. Nach dem Tod seines Vaters 1963 war er bis 1998 Verleger und Geschäftsführer. 1998 folgte ihm sein Sohn Tilmann in diesen Funktionen; Frank Distelbarth zog sich in den HSt-Beirat zurück. 2003 erwarb er mit seinem Sohn von den Erben des HSt-Mitgründers Hermann Schwerdtfeger fast alle restlichen Anteile an der Heilbronner Stimme, die seitdem zu 97,5 % im Besitz der Familie Distelbarth ist.
In Distelbarths Zeit als Verleger fielen der Neubau des Stimme-Hochhauses Allee 2 im Jahr 1957, ein Anbau für die Technik am Synagogenweg im Jahr 1969 und 1995 das neue HSt-Druckhaus Austraße 50 mit moderner Drucktechnik. Unter seiner Ägide wurden 1972 die Eppinger Zeitung übernommen und 1975 die Heilbronner Stimme als dritte Zeitung in Deutschland auf Fotosatz umgestellt. 1987 gründete er das Heilbronner Privatradio Radio Regional, das 1995 in Radio Ton aufging.
Distelbarth bekleidete diverse Ämter in Branchenverbänden, so war er 31 Jahre im Vorstand des Vereins Südwestdeutscher Zeitungsverleger (VSZV), dessen Ehrenmitglied er 1999 wurde.

## Familie
Distelbarths Vater war der Kaufmann, Schriftsteller und Verleger Paul H. Distelbarth (1879–1963), seine Mutter war Hildegard Distelbarth geb. Erhardt (1887–1975). Er war das jüngste Kind des Paares und hatte zwei Schwestern und drei Brüder. Zwei seiner Brüder starben im Zweiten Weltkrieg.
1958 heiratete er Beatrice Boltho von Hohenbach (1929–1997), eine Nichte von Elisabeth Kyber von Boltho, der Frau des zuletzt in Löwenstein lebenden Schriftstellers Manfred Kyber. Aus der Ehe gingen vier Kinder hervor, drei Töchter (geboren 1959, 1963 und 1976) und der Sohn Tilmann Distelbarth (geboren 1967), der Nachfolger seines Vaters in der Geschäftsleitung der Heilbronner Stimme.

## Ehrenämter
Von 1968 bis 1989 war Distelbarth Stadtrat in Löwenstein, 1968 bis 1972 außerdem stellvertretender Bürgermeister.
Distelbarth war Gründungsmitglied des Verwaltungsrats der Beschützenden Werkstätte Heilbronn, dem er von 1967 bis 1993 angehörte. 1964 bis 1998 war er Mitglied des Verwaltungsrats der Evangelischen Stiftung Lichtenstern, ab 1980 dort Vorstandsmitglied, 1990 bis 1998 Vorsitzender. Außerdem war er Gründungsmitglied im Stiftungsrat der Stiftung der Lungenfachklinik Löwenstein, dem er bis 2009 angehörte.

## Auszeichnungen
Für sein vielfältiges ehrenamtliches Engagement erhielt Distelbarth 1988 das Bundesverdienstkreuz 1. Klasse. Im selben Jahr erhielt er auch das Kronenkreuz in Gold des Diakonischen Werkes und die Ehrenmedaille des Gemeindetags Baden-Württemberg. 1996 wurde er mit der Wirtschaftsmedaille des Landes Baden-Württemberg ausgezeichnet, und 2003 ernannte ihn seine Heimatstadt Löwenstein zum Ehrenbürger.